# Tambour du Burundi

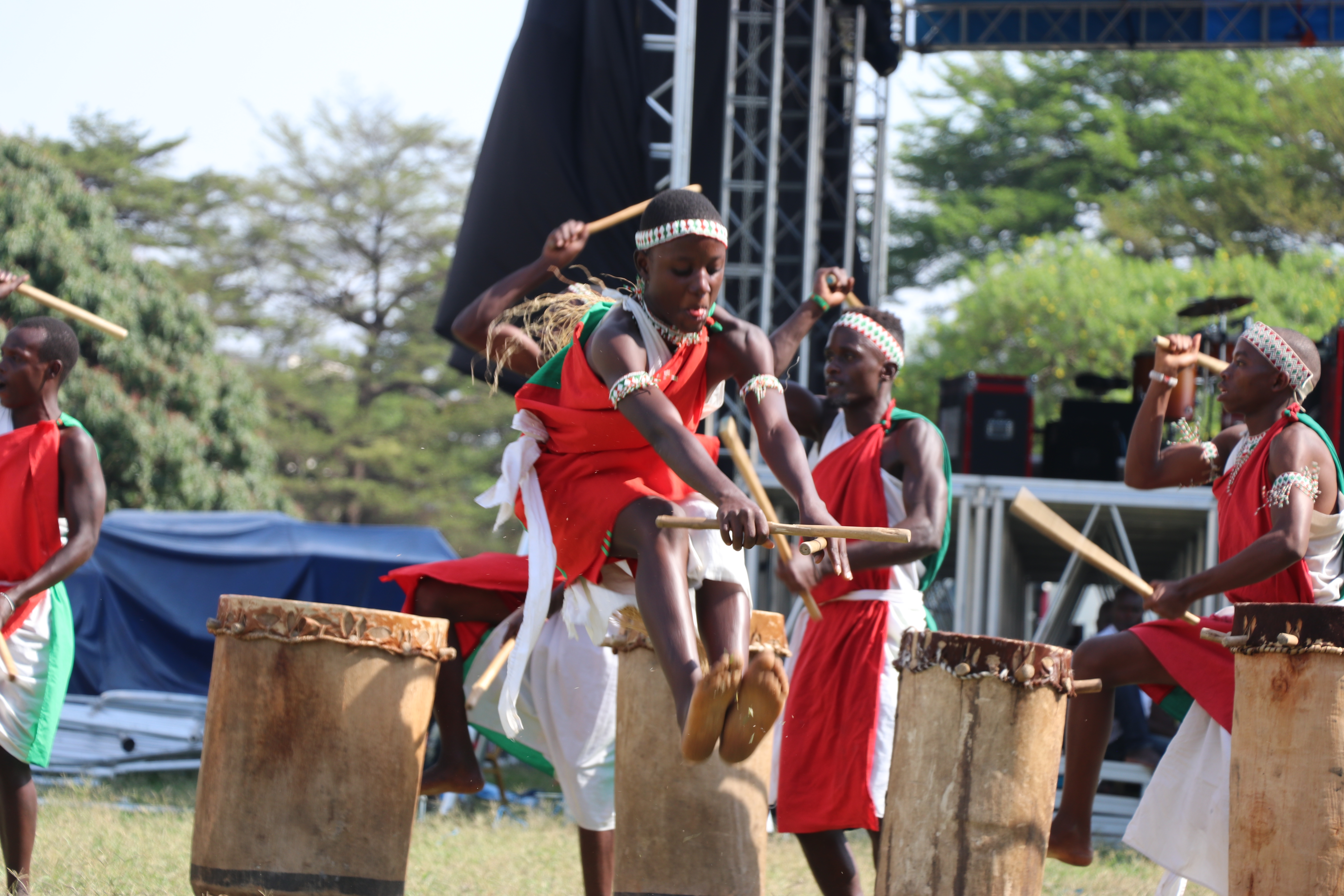
Les Tambourinaires du Burundi.

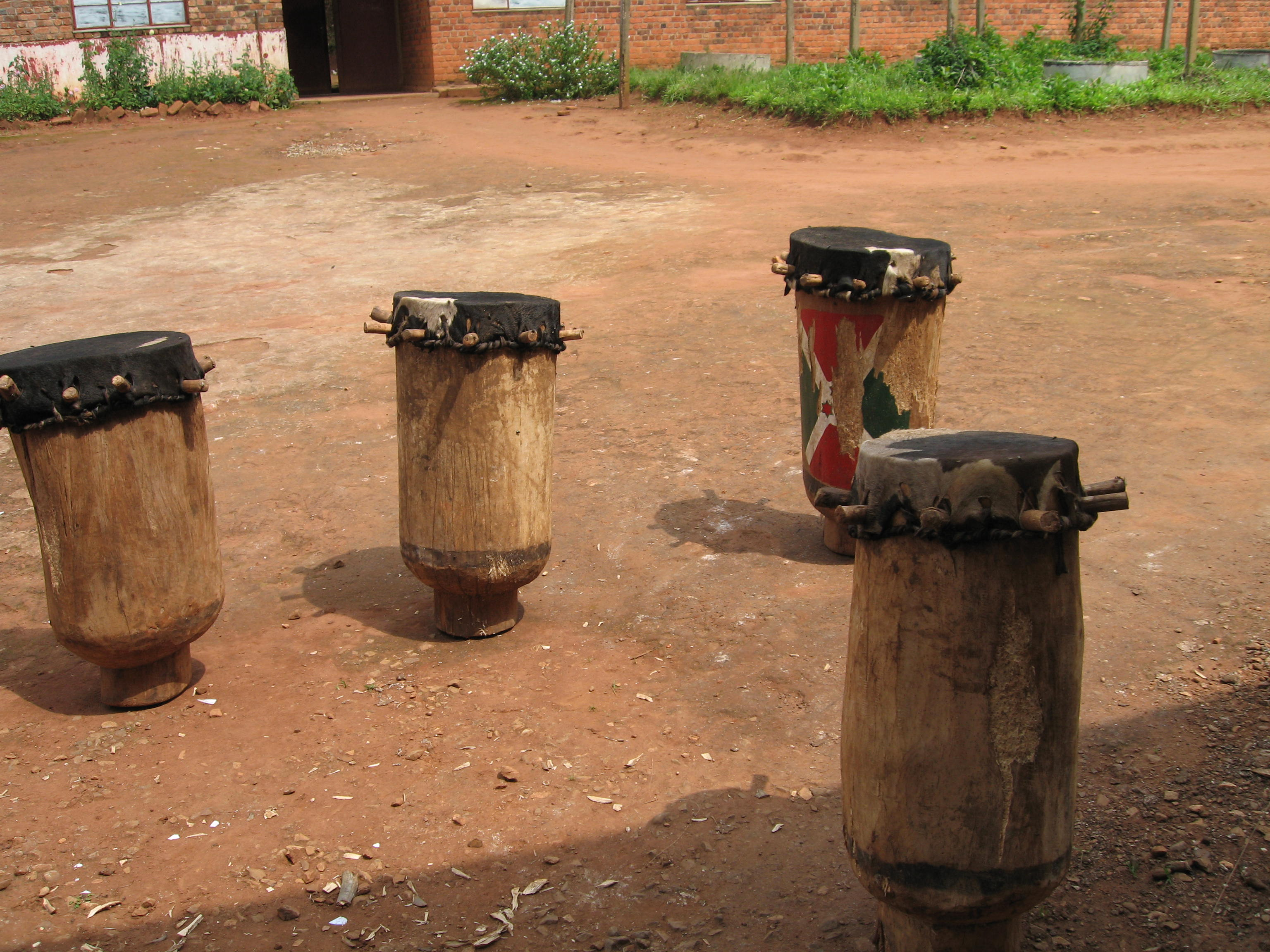
Tambours de Gitega

Les tambours du Burundi aussi comme sous le nom de tambours royal du Burundi sont des instruments à percussion traditionnels qui occupent une place mythique dans la culture burundaise. Issus d'une tradition royale, ce sont des objets sacrés, réservés aux événements exceptionnels.

## Description
L'inscription de la « danse rituelle au tambour royal » — un spectacle associant le son du battement des tambours à des danses, de la poésie héroïque et des chants traditionnels — sur la Liste représentative du patrimoine culturel immatériel de l’humanité de l'Unesco en 2014 constitue une reconnaissance très appréciée des Burundais, mais elle s'accompagne de restrictions pour les musiciens : l'exploitation commerciale des tambours est désormais interdite.

### Discographie
- Les maîtres-tambours du Burundi, Arion, Paris, 1986 (enreg. 1981)
- Tambours du Burundi : musiques et chants (Batimbo), ARC Music Productions, East Grinstead, West Sussex, 2007 (enreg. 2006)

### Filmographie
- Les tambours du Burundi, film documentaire réalisé par Vincent Munié, Arte, 360° - Géo, 2006, 52 min